# Biodança

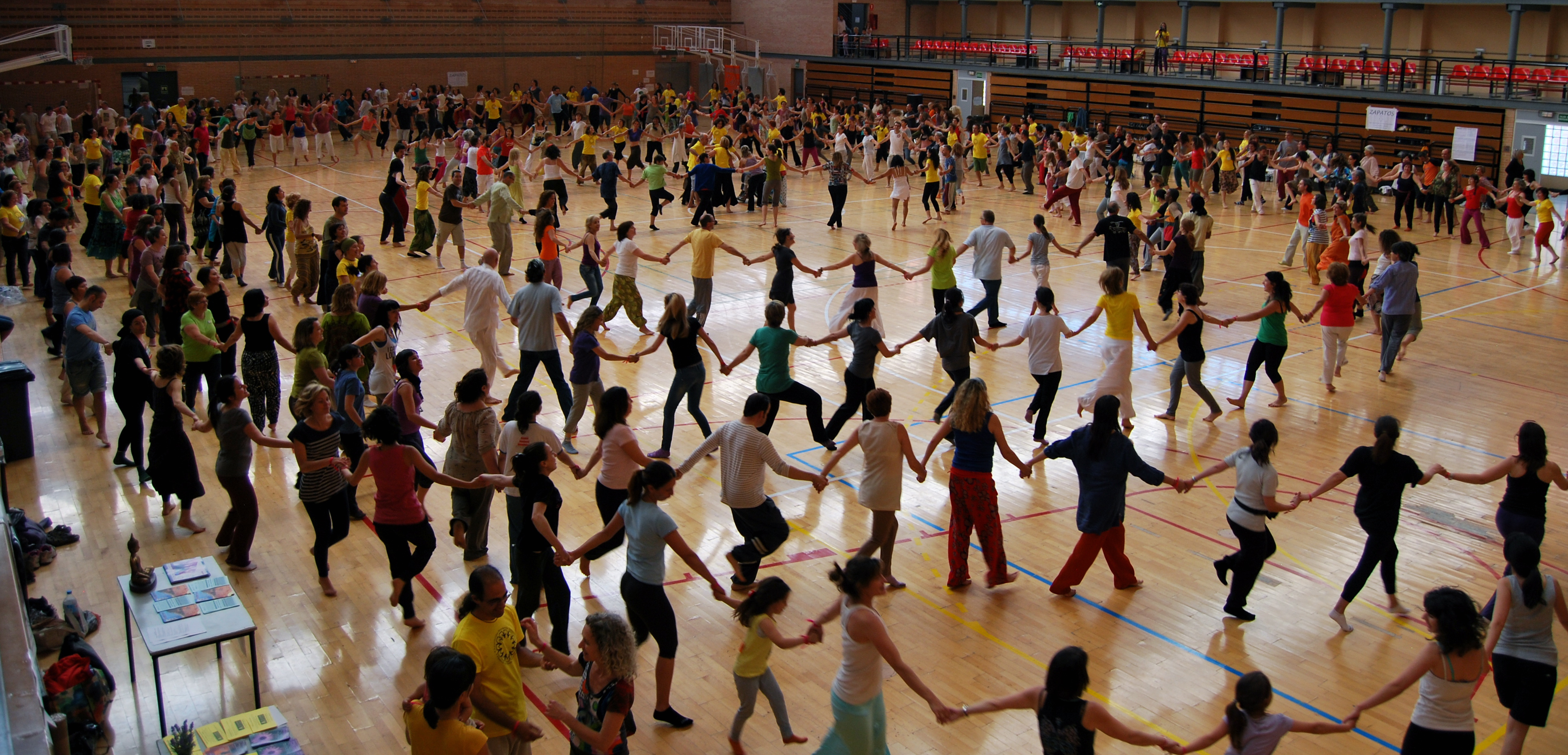
Festival de biodança em Valência

A biodança (do espanhol biodanza, neologismo do grego bio (vida) com o espanhol danza (dança)), é um sistema de integração e desenvolvimento humano criado na década de 1960 por Rolando Toro, baseado em "vivências" envolvendo movimentos, música e de situações de encontro não verbal dentro de um grupo.

## História
O "Sistema Biodanza" foi criado nos anos 1960 pelo antropólogo e psicólogo chileno Rolando Toro Araneda. Em 1964, Rolando iniciou as primeiras experiências de danças com doentes mentais internados no hospital psiquiátrico de Santiago. Inicialmente, o seu sistema tinha o nome de "psicodança". Atualmente, se encontra difundido em diversos países, incluindo países da América Latina, Europa, Canadá, Japão e África do Sul.

## Uso
Proponentes alegam que essas vivências contribuem para a regulação de processos biológicos responsáveis pela homeostase do organismo e pelo desenvolvimento de potenciais genéticos, e que a biodança é indicada no tratamento do estresse, mal de Parkinson, Mal de Alzheimer, anorexia, bulimia, deficiência sensorial e deficiência motora.